# Ilse Aigner
Ilse Aigner (Feldkirchen-Westerham, 7 december 1964) is een Duitse politica namens de CSU. Ze was onder meer actief als gemeenteraadslid in haar geboorteplaats, parlementslid in de Beierse Landdag, parlementslid in de Bondsdag en minister in de federale kabinetten Merkel I en Merkel II. Sinds 2018 is ze voorzitter van de Beierse Landdag. In 2007 werd Aigner lid van het presidium van de CSU.

## Levensloop
Ilse Aigner volgde een beroepsopleiding in radio- en televisietechniek en werkte aanvankelijk in de zaak van haar ouders. Ze nam nadien nog een hogere opleiding in de elektrotechniek, en van 1990 tot 1994 werkte ze bij Eurocopter aan de ontwikkeling van elektronische systemen voor helikopters. Toen ze verkozen werd in de Beierse Landdag gaf ze dit beroep op. Ze is ongehuwd en kinderloos.

### Politieke carrière[1]
Aigner werd in 1983 lid van de Junge Union en in 1985 van de CSU. Van 1990 tot 1998 was ze gemeenteraadslid van haar woonplaats Feldkirchen-Westerham en van 1990 tot 1999 lid van het bestuur (de Kreistag) van de Landkreis Rosenheim. Vanaf 1994 zetelde ze vier jaar als parlementslid in de Beierse Landdag, tot ze in 1998 de overstap maakte naar de federale Bondsdag in Berlijn. Daarin vertegenwoordigde ze de kieskring Starnberg, die de Landkreise Bad Tölz-Wolfratshausen, Miesbach en Starnberg omvat.
In oktober 2008 werd Aigner minister voor Landbouw, Voeding en consumentenbescherming in het eerste kabinet van Angela Merkel. Ze volgde in die functie Horst Seehofer op, die minister-president van Beieren werd. In 2013 stelde ze zich niet herkiesbaar voor de Bondsdag en keerde na vijftien jaar terug naar Beieren. Ze werd opnieuw lid van de Beierse Landdag en nam zitting in de tweede regering van Seehofer, waarin zij de functie van viceminister-president vervulde en minister was van Economie, Energie, Technologie en Media. Na het vroegtijdige vertrek van Seehofer, in maart 2018, fungeerde Aigner twee dagen als waarnemend minister-president van Beieren, tot het aantreden van partijgenoot Markus Söder. Onder zijn leiderschap werd ze minister van Huisvesting, Bouw en Transport.
Na de deelstaatverkiezingen van 2018 werd Aigner gekozen als voorzitter van de Beierse Landdag. In die functie werd ze in 2023 herkozen.